# Annamia normani
Annamia normani е вид лъчеперка от семейство Balitoridae. Видът е незастрашен от изчезване.

## Разпространение
Разпространен е във Виетнам, Камбоджа и Лаос.

## Описание
На дължина достигат до 7,8 cm.